# Кайсанов Даніяр Алібекович
Даніяр Кайсанов (каз. Қайсанов Данияр; нар. 18 липня 1993) — казахський борець вільного стилю, бронзовий призер чемпіонату світу, дворазовий чемпіон та бронзовий призер чемпіонатів Азії, срібний призер Азійських ігор, учасник Олімпійських ігор. Майстер спорту міжнародного класу з вільної боротьби.

## Життєпис
Переможець та призер чемпіонатів Республіки Казахстан.
На чемпіонаті світу 2019 року Кайсанов програв у рівному поєдинку за 3 місце поступився з рахунком 3:4 французькому борцю чеченського походження Зелімхану Хаджіеву. Однак в допінг-пробі останнього виявили заборонену речовину та позбавили бронзової медалі, яка перейшла до казахського спортсмена. Також на цьому чемпіонаті, потрапивши у шістку найкращих у своїй ваговій категорії, Даніяр Кайсанов виборов ліцензію на участь в літніх Олімпійських іграх 2020 року в Токіо.
Тренер Аслан Байгулов.
Закінчив Казахську академію спорту та туризму, Алмати.

## Спортивні результати на міжнародних змаганнях

### Виступи на Олімпіадах
| Змагання                    | Збірна    | Вагова категорія          | Місце |
| --------------------------- | --------- | ------------------------- | ----- |
| Літні Олімпійські ігри 2020 | Казахстан | вільна боротьба, до 74 кг | 5     |

### Виступи на Чемпіонатах світу
| Змагання                        | Збірна    | Вагова категорія          | Місце  |
| ------------------------------- | --------- | ------------------------- | ------ |
| Чемпіонат світу з боротьби 2019 | Казахстан | вільна боротьба, до 74 кг | Бронза |

### Виступи на Чемпіонатах Азії
| Змагання                       | Збірна    | Вагова категорія          | Місце  |
| ------------------------------ | --------- | ------------------------- | ------ |
| Чемпіонат Азії з боротьби 2018 | Казахстан | вільна боротьба, до 74 кг | Бронза |
| Чемпіонат Азії з боротьби 2019 | Казахстан | вільна боротьба, до 74 кг | Золото |
| Чемпіонат Азії з боротьби 2020 | Казахстан | вільна боротьба, до 74 кг | Золото |

### Виступи на Азійських іграх
| Змагання           | Збірна    | Вагова категорія          | Місце  |
| ------------------ | --------- | ------------------------- | ------ |
| Азійські ігри 2018 | Казахстан | вільна боротьба, до 74 кг | Срібло |

### Виступи на Кубках світу
| Змагання                    | Збірна    | Вагова категорія | Місце |
| --------------------------- | --------- | ---------------- | ----- |
| Кубок світу з боротьби 2018 | Казахстан | команда          | 7     |

### Виступи на Іграх ісламської солідарності
| Змагання                          | Збірна    | Вагова категорія          | Місце |
| --------------------------------- | --------- | ------------------------- | ----- |
| Ігри ісламської солідарності 2017 | Казахстан | вільна боротьба, до 70 кг | 7     |

### Виступи на інших змаганнях
| Змагання                                       | Збірна    | Вагова категорія          | Місце  |
| ---------------------------------------------- | --------- | ------------------------- | ------ |
| Гран-прі «Іван Яригін» 2014                    | Казахстан | вільна боротьба, до 70 кг | 20     |
| Турнір Олександра Медведя 2014                 | Казахстан | вільна боротьба, до 70 кг | 15     |
| Міжнародний турнір Дінмухамеда Кунаєва 2014    | Казахстан | вільна боротьба, до 70 кг | Срібло |
| Турнір Олександра Медведя 2015                 | Казахстан | вільна боротьба, до 70 кг | 22     |
| Турнір Яшара Догу 2015                         | Казахстан | вільна боротьба, до 70 кг | 14     |
| Турнір Алі Алієва 2015                         | Казахстан | вільна боротьба, до 70 кг | 23     |
| Міжнародний турнір Дінмухамеда Кунаєва 2015    | Казахстан | вільна боротьба, до 70 кг | 7      |
| Турнір Олександра Медведя 2016                 | Казахстан | вільна боротьба, до 70 кг | 24     |
| Відкритий чемпіонат Монголії з боротьби 2016   | Казахстан | вільна боротьба, до 74 кг | Бронза |
| Інтерконтинентальний кубок з боротьби 2016     | Казахстан | вільна боротьба, до 70 кг | Срібло |
| Турнір Дана Колова — Николи Петрова 2017       | Казахстан | вільна боротьба, до 70 кг | 22     |
| Меморіал Вацлава Циолковського 2017            | Казахстан | вільна боротьба, до 70 кг | 7      |
| Відкритий чемпіонат Монголії з боротьби 2018   | Казахстан | вільна боротьба, до 74 кг | Бронза |
| Турнір Г. Картозія і В. Балавадзе 2018         | Казахстан | вільна боротьба, до 74 кг | 5      |
| Відкритий чемпіонат Польщі з боротьби 2018     | Казахстан | вільна боротьба, до 74 кг | 8      |
| Турнір міста Сассарі з боротьби 2019           | Казахстан | вільна боротьба, до 74 кг | Срібло |
| Меморіал Вацлава Циолковського 2019            | Казахстан | вільна боротьба, до 74 кг | 14     |
| Турнір Володимира Семенова 2019                | Казахстан | вільна боротьба, до 74 кг | 7      |
| Міжнародний турнір Дінмухамеда Кунаєва 2019    | Казахстан | вільна боротьба, до 70 кг | 12     |
| Меморіал Маттео Пелліконе 2020                 | Казахстан | вільна боротьба, до 74 кг | Бронза |
| Меморіал Маттео Пелліконе 2021                 | Казахстан | вільна боротьба, до 74 кг | Бронза |
| Меморіал Вацлава Циолковського 2021            | Казахстан | вільна боротьба, до 74 кг | Бронза |
| Турнір Алі Алієва 2021                         | Казахстан | вільна боротьба, до 74 кг | 5      |
| Меморіал Іона Корнеану і Ладислава Сімона 2022 | Казахстан | вільна боротьба, до 74 кг | Золото |
| Міжнародний турнір Дінмухамеда Кунаєва 2022    | Казахстан | вільна боротьба, до 74 кг | Бронза |
| Турнір Мухамета Мало 2023                      | Казахстан | вільна боротьба, до 74 кг | Золото |
| Турнір К. У. Кожомкула і Р. Санатбаєва 2023    | Казахстан | вільна боротьба, до 74 кг | 7      |
| Турнір Степана Саргісяна 2023                  | Казахстан | вільна боротьба, до 74 кг | 9      |
| Меморіал Імре Поляка та Яноша Варги 2023       | Казахстан | вільна боротьба, до 79 кг | Бронза |

### Виступи на змаганнях молодших вікових груп
| Змагання                                      | Збірна    | Вагова категорія          | Місце |
| --------------------------------------------- | --------- | ------------------------- | ----- |
| Кубок Фрейденфельдса серед юніорів 2013       | Казахстан | вільна боротьба, до 66 кг | 7     |
| Чемпіонат світу з боротьби серед юніорів 2013 | Казахстан | вільна боротьба, до 66 кг | 8     |